# Hogna labrea
Hogna labrea är en spindelart som först beskrevs av Chamberlin och Ivie 1942.  Hogna labrea ingår i släktet Hogna och familjen vargspindlar. Inga underarter finns listade i Catalogue of Life.